# Encyrtus signifer
Encyrtus signifer is een vliesvleugelig insect uit de familie Encyrtidae. De wetenschappelijke naam is voor het eerst geldig gepubliceerd in 1991 door Prinsloo.